# Orchestina aerumnae
Orchestina aerumnae är en spindelart som beskrevs av Brignoli 1978. Orchestina aerumnae ingår i släktet Orchestina och familjen dansspindlar.
Artens utbredningsområde är Bhutan. Inga underarter finns listade i Catalogue of Life.